# Calomys fecundus
La laucha campesina (Calomys fecundus) es una especie de roedor de pequeño tamaño perteneciente al género Calomys de la familia Cricetidae. Habita en el Cono Sur de Sudamérica.

## Taxonomía
Esta especie fue descrita originalmente en el año 1926 por el zoólogo británico Oldfield Thomas.
Algunos autores la han colcado como subespecie de C. boliviae o C. venustus.

## Distribución geográfica
Esta especie es endémica del centro y sur Bolivia, en la selva de las yungas de Chuquisaca, Tarija, y sur de Santa Cruz, en altitudes comprendidas entre los 600 y los 2700 m s. n. m.

## Conservación
Según la organización internacional dedicada a la conservación de los recursos naturales Unión Internacional para la Conservación de la Naturaleza (IUCN), al no poseer mayores peligros y al adaptarse a vivir en áreas agrícolas, la clasificó como una especie bajo “preocupación menor” en su obra: Lista Roja de Especies Amenazadas.